# Hontanx
Hontanx ist eine französische Gemeinde mit 611 Einwohnern (Stand 1. Januar 2022) im Département Landes in der Region Nouvelle-Aquitaine (vor 2016: Aquitanien). Die Gemeinde gehört zum Arrondissement Mont-de-Marsan und zum Kanton Adour Armagnac (bis 2015: Kanton Villeneuve-de-Marsan).
Der Name in der gascognischen Sprache lautet Hontans. Er leitet sich vom lateinischen fontes (deutsch Quellen) ab und weist auf die zahlreichen Quellen rund um Hontanx hin.
Die Einwohner werden Hontanois und Hontanoises genannt.

## Geographie
Hontanx liegt ca. 20 km südöstlich von Mont-de-Marsan im Bas-Armagnac in der historischen Provinz Gascogne an der östlichen Grenze zum benachbarten Département Gers.
Umgeben wird Hontanx von den Nachbargemeinden:
|                      | Perquie                                     |                 |
| Saint-Gein Castandet | Kompassrose, die auf Nachbargemeinden zeigt | Bourdalat       |
| Cazères-sur-l’Adour  | Le Vignau Lussagnet                         | Le Houga (Gers) |

Hontanx liegt im Einzugsgebiet des Flusses Adour.
Der Ludon, ein Nebenfluss des Midou, durchquert das Gebiet der Gemeinde. Der Ruisseau de Lusson, ein Nebenfluss der Midouze, und der Ruisseau de Lacaou, ein Nebenfluss des Ruisseau de Gioulé, entspringen in Hontanx.

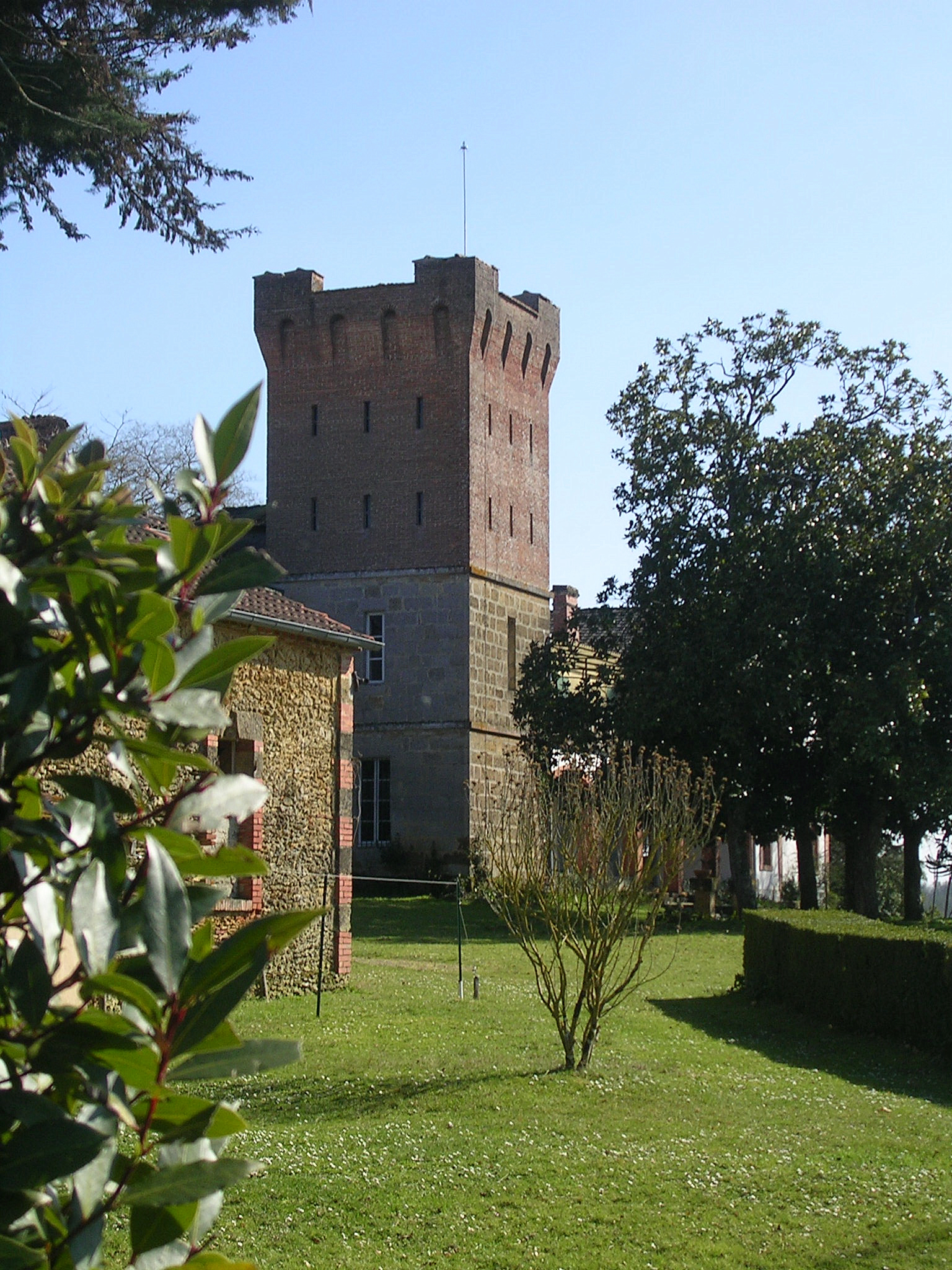
Schloss im Viertel Loubens

## Geschichte
Die erste Ansiedlung erfolgte im 5. Jahrhundert in Höhe des heutigen Friedhofs rund um eine Kirche, von der keine Überbleibsel mehr sichtbar sind. Im 10. Jahrhundert erfuhr die Siedlung einen beträchtlichen Bevölkerungszuwachs, und die Bewohner zogen auf die Anhöhen zu Füßen der Burg des Grundherrn. Hontanx wird 1108 erstmals in den Schriften im Zusammenhang mit Bonellus de Fontanellis erwähnt. Im gleichen Jahrhundert wurde auch eine neue Pfarrkirche im Viertel Monde errichtet, die bis zur Mitte des 19. Jahrhunderts existierte. Der Grundherr dürfte in dieser Zeit einen Wohnsitz in Form einer Motte besitzen, das Dorf hatte den Status eines Castelnau. Rasch ließ der Grundherr außerdem eine Kapelle in der Nähe seiner Burg errichten, die Kapelle Saint-Blaise. Im Jahre 1279 erwies der Grundherr seine Ehrerbietung gegenüber Gaston VII. de Moncade, Vicomte des Béarn, und dem englischen König. Constance, Tochter des Vicomtes und Vicomtesse von Marsan erstand Hontanx 1298 und verstärkte hiermit die Grenze zur Grafschaft Armagnac. Nach zahlreichen Konflikten zwischen der englischen und der französischen Krone wurde eine Bastide errichtet. Am 25. Januar 1311 unterzeichneten Gaston II., genannt der Tapfere, Vicomte des Béarn, und Fortaner de Lescun, nun Grundherr von Hontanx, einen Paragium-Vertrag für ihre Gründung. Aus der hölzernen Erdhügelburg wurde ein Festes Haus aus Stein und die Bewohner zogen von der bisherigen Siedlung in das neue Dorf. Diese wurde klassischerweise in Form eines Schachbretts errichtet, mit Gräben und einer befestigten Stadtmauer umgeben. Als Verteidigung diente das heute noch bestehende Tor aus Ziegelsteinen, das mit Wehrerker und einer hölzernen Hurde ausgestattet wurde. Ein weiteres Tor auf der gegenüberliegenden Seite wurde 1794 während der Französischen Revolution abgerissen.

### Einwohnerentwicklung
Nach einem Höchststand der Einwohnerzahl von rund 1430 in der zweiten Hälfte des 19. Jahrhunderts reduzierte sich die Zahl bei mehreren kurzen Erholungsphasen bis zu den 1970er Jahren auf rund 500 Einwohnern, bevor die Größe der Gemeinde moderat zunahm.
| Jahr      | 1962 | 1968 | 1975 | 1982 | 1990 | 1999 | 2006 | 2010 | 2022 |
| --------- | ---- | ---- | ---- | ---- | ---- | ---- | ---- | ---- | ---- |
| Einwohner | 643  | 582  | 501  | 504  | 513  | 533  | 556  | 548  | 611  |

## Städtepartnerschaften
Hontanx unterhält seit 1982 eine Städtepartnerschaft mit:
- Helfrantzkirch im Département Haut-Rhin im Elsass in der Region Grand Est.[9]

## Sehenswürdigkeiten

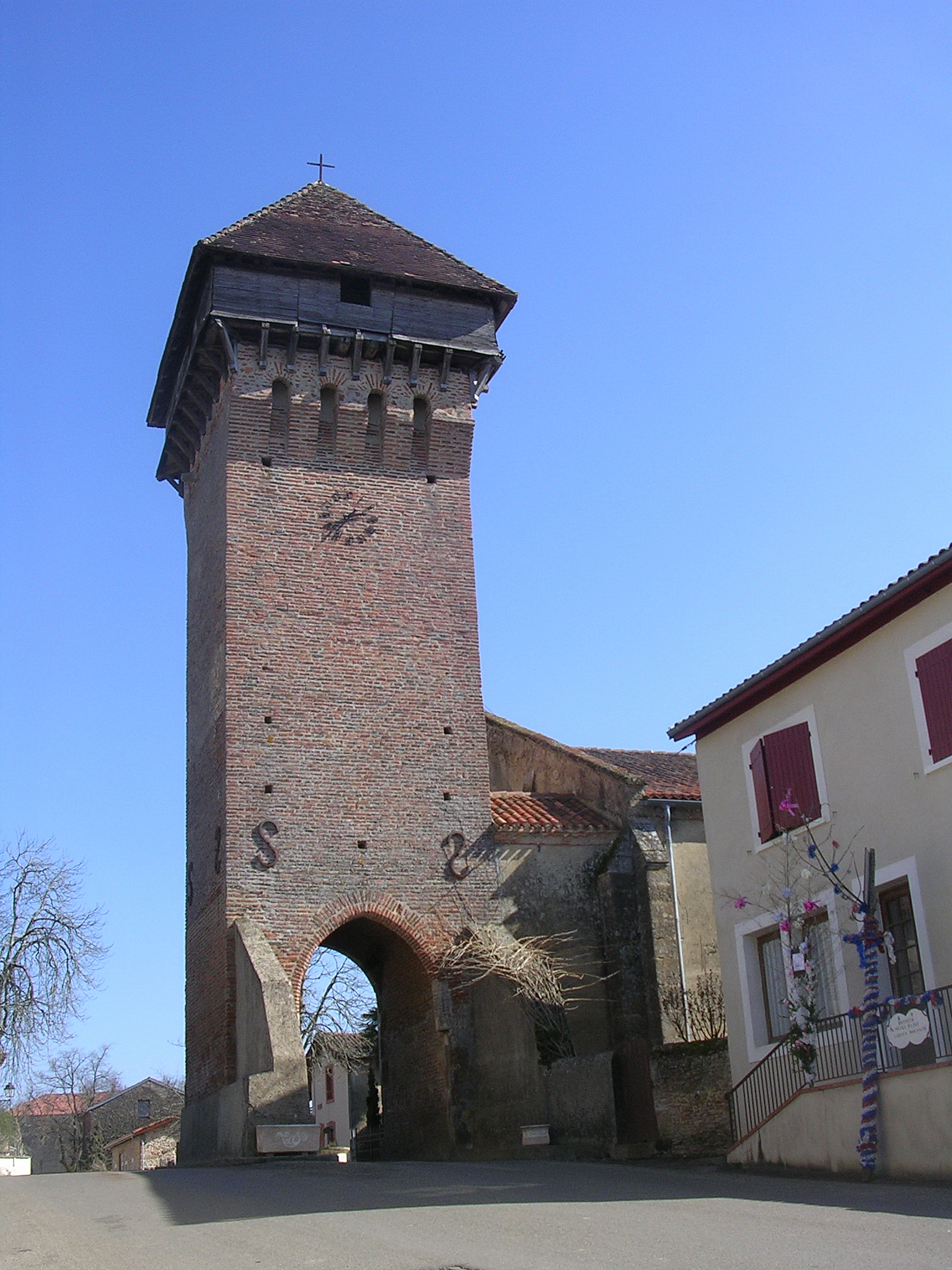
Früheres Stadttor und heutiger Glockenturm

### PfarrkircheSaint-Martin

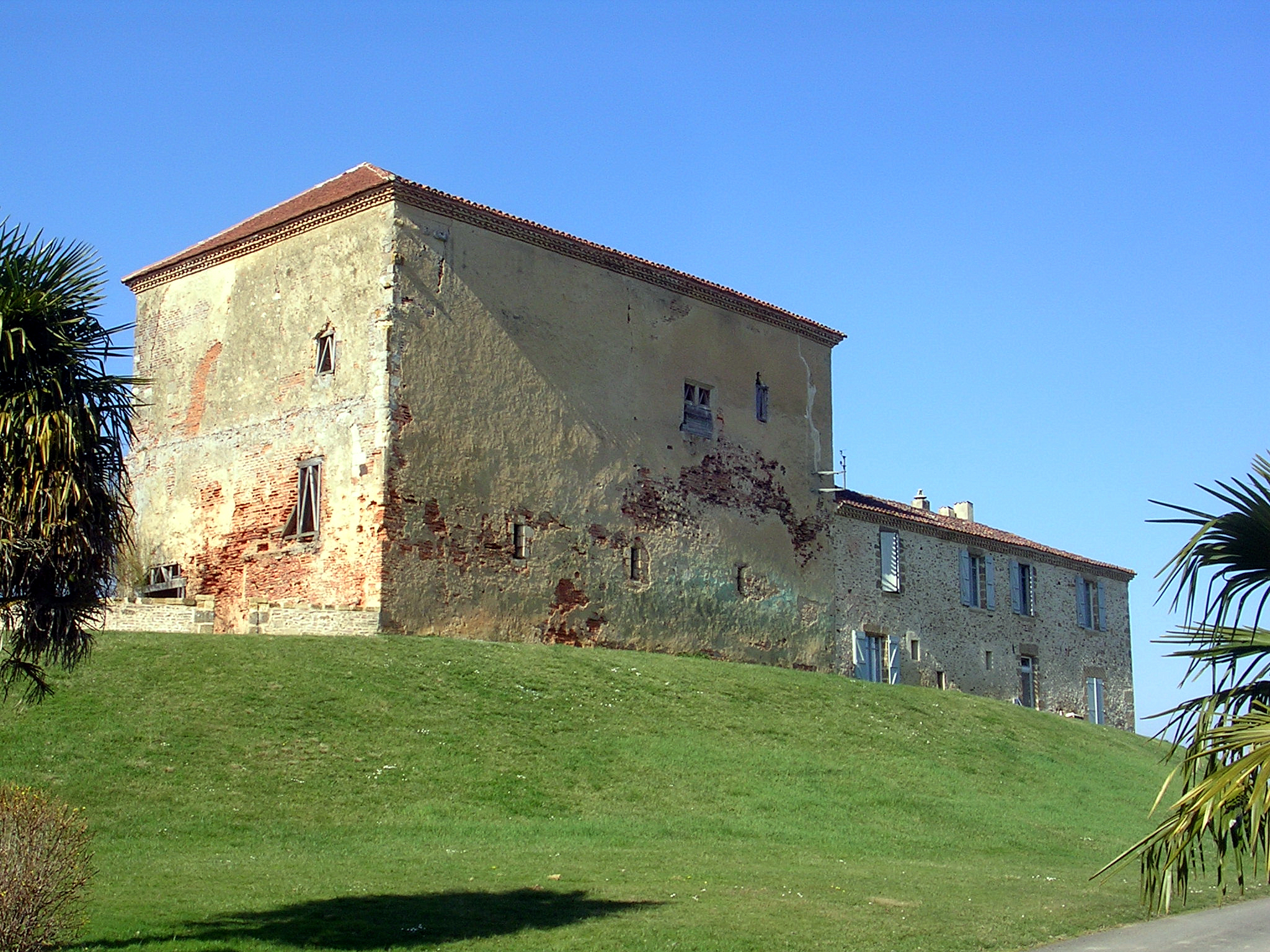
Château d’Aon

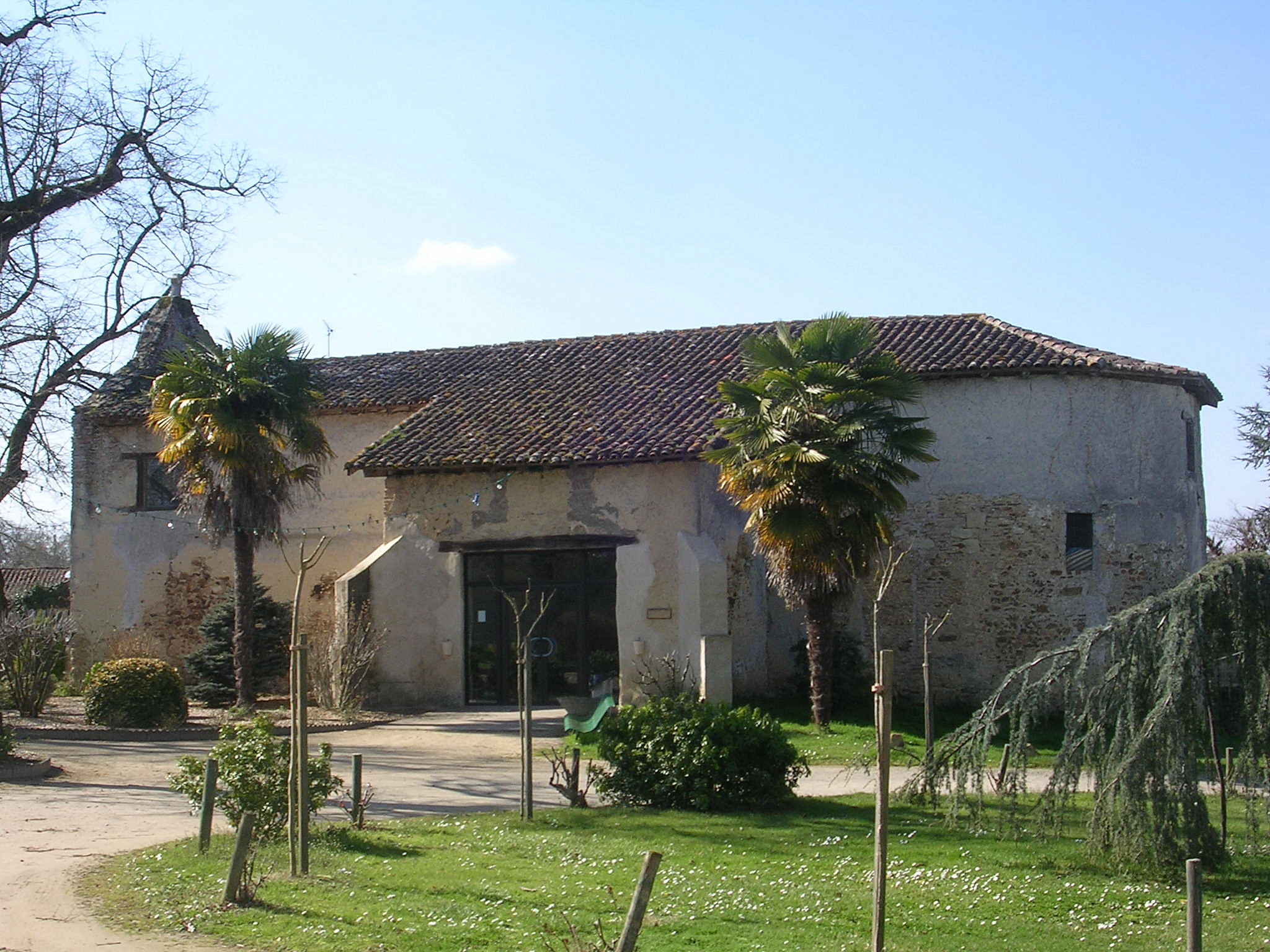
Schlosskapelle Saint-Blaise

Die ursprüngliche, Martin von Tours geweihte Kirche bestand bis 1860 nördlich des Zentrums der Gemeinde. Da sie baufällig wurde, beschloss man, eine neue Kirche neben dem alten Stadttor zu errichten, das fortan als Glockenturm dienen sollte. Die Errichtung der im neugotischen Stil gebauten, neuen Kirche wurde 1870 abgeschlossen. Die ehemalige Kirche wurde vollständig abgerissen, der Friedhof hingegen wurde an seinem Platz belassen. Die neue Kirche besitzt ein einschiffiges Langhaus, das zu einem halbrunden Chor ausläuft. Die Fenster des Langhauses sind in Spitzbögen ausgestaltet und alternieren mit den Strebepfeilern, die die ganze Kirche umlaufen. Oberhalb des Eingangsportals, ebenfalls in Form eines Spitzbogens, lässt ein Okulus Licht in das Kircheninnere. Der ehemalige Turm der Befestigung der Gemeinde und heutige Glockenturm besitzt eine Höhe von ca. 15 m bei einer Breite von 5 m und belegt die Hälfte der Straße. Oberhalb des Rundbogens am Fuß des Turms diente ein Raum einstmals als Gefängnis. Ein kleines Gebäude aus Muschelkalkstein verbindet den Turm mit dem Kirchengebäude. Der Turm ist seit dem 27. Juni 1962 als Monument historique eingeschrieben.

### Schloss Aon

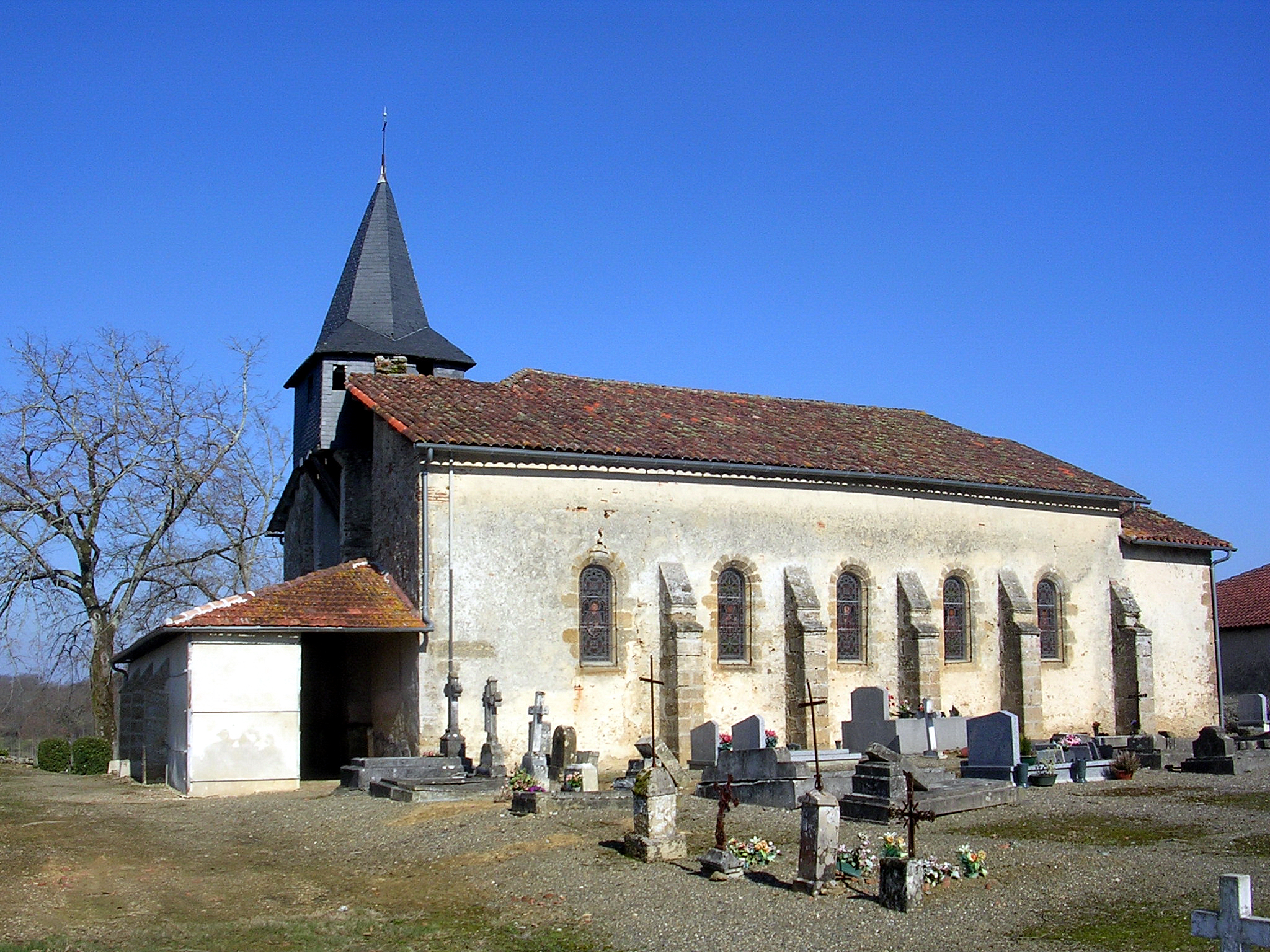
Kapelle in Loubens

Das auf einem künstlichen Erdhügel stehende Schloss ist ein Festes Haus, dessen Ursprünge auf das 13. Jahrhundert zurückgehen. 1279 wurde es in den Schriften erstmals erwähnt. Im Jahre 1287 wurde der englische König Eduard I. und sein Gefolge hier empfangen. In dieser Zeit könnte die Festung noch aus Holz bestanden haben. Am Ende des 13. Jahrhunderts schließlich wurde das Feste Haus errichtet.
Die einfache Mauer, die es umgibt, ist wie das heutige Schlossgebäude aus Ziegelsteinen gebaut. Eine erforderliche Erweiterung führte zur Nordausrichtung der Schlosskapelle anstelle der üblichen Ausrichtung nach Osten. Wie viele Feste Häuser, so wechselten auch hier die Funktionen von einem Gebäude zur Verteidigung und als adeligem Wohnsitz zum Bauernhof, später zu Stall und Scheune. Das Schlossgebäude besitzt eine Länge von 19 m, eine Breite von 12,5 m und eine Höhe von 12,4 m. Ein Gebäude jüngerem Datums und kleinerer Höhe ist an einem Teil der nördlichen Fassade angebaut. Das Erdgeschoss des Festen Hauses war zur Lagerhaltung und zur Verteidigung bestimmt. Das Licht fiel nur über schmale Schießscharten herein und der Eingang befand sich auf der Südseite im ersten Stockwerk. Dieses wurde durch größere Fenster beleuchtet, die umgestaltet oder inzwischen zugemauert sind. Zwillingsfenster im zweiten Stockwerk zeigten an, das der Grundherr mit seiner Familie auf diesem Geschoss wohnte. Das Dachgeschoss schließlich besaß hingegen keinerlei Fenster. In der Folgezeit wurde ein großer Eingang im Erdgeschoss eingerichtet, Kamine wurden umgesetzt, Treppen eingebaut und das Innere durch neue Zwischenwände aus Holz neu gestaltet. Von der ursprünglichen Einrichtung des Hauses ist fast nichts übrig geblieben. Ein Saal zeigt Reste von naiven Fresken und einen alten Kamin. Westlich des Schlossgebäudes, durch einen Garten getrennt, befindet sich die Schlosskapelle, die dem heiligen Blasius geweiht ist und deren Errichtung aus dem 11. oder 12. Jahrhundert datiert. Ursprünglich war das Gebäude der Kapelle kürzer, die beiden Seitenkapellen und die Sakristei kamen später hinzu. Der Abschluss der Apsis verläuft über sieben Wände, was einen Hinweis auf die Datierung ihres Baus ergibt. Im Inneren der Kapelle zieren Reste von Fresken mit Blumenmotiven die Wände. Die Gewölberippen des Transepts ruhen auf bildhauerisch ausgestalteten Kämpfern. Die Fassaden und die Dächer des Schlosses und seiner Kapelle, die Reste der Fresken im Schloss und in der Kapelle sind seit dem 29. Februar 1988 als Monument historique eingeschrieben. Seit 1980 befinden sich Schloss und Kapelle im Besitz der Gemeinde, die den Zustand der Kapelle verbesserte, nachdem diese zuletzt als Getreidespeicher genutzt worden war. Seit 1990 ist das Schloss in ein Gästehaus mit Gaststätte umgewandelt.

### Kapelle in Loubens
Die Pfarrgemeinde des Viertels Loubens von Hontanx wurde erstmals gegen Ende des 13. Jahrhunderts in den Aufzeichnungen erwähnt. Die kleine Kirche ist Maria Magdalena gewidmet und im letzten Jahrhundert vergrößert worden. Die einzigen Überbleibsel aus dem 13. und 14. Jahrhundert sind die beiden Strebepfeiler zu beiden Seiten des Eingangs. Ein Teil der Ausstattung stammt aus der heute nicht mehr vorhandenen Kirche Saint Michel de Toujouse Blanque und die Kapelle wurde zusätzlich dem Erzengel Michael gewidmet. Zwei große Glasfenster stellen die beiden Heiligen dar.

## Wirtschaft und Infrastruktur

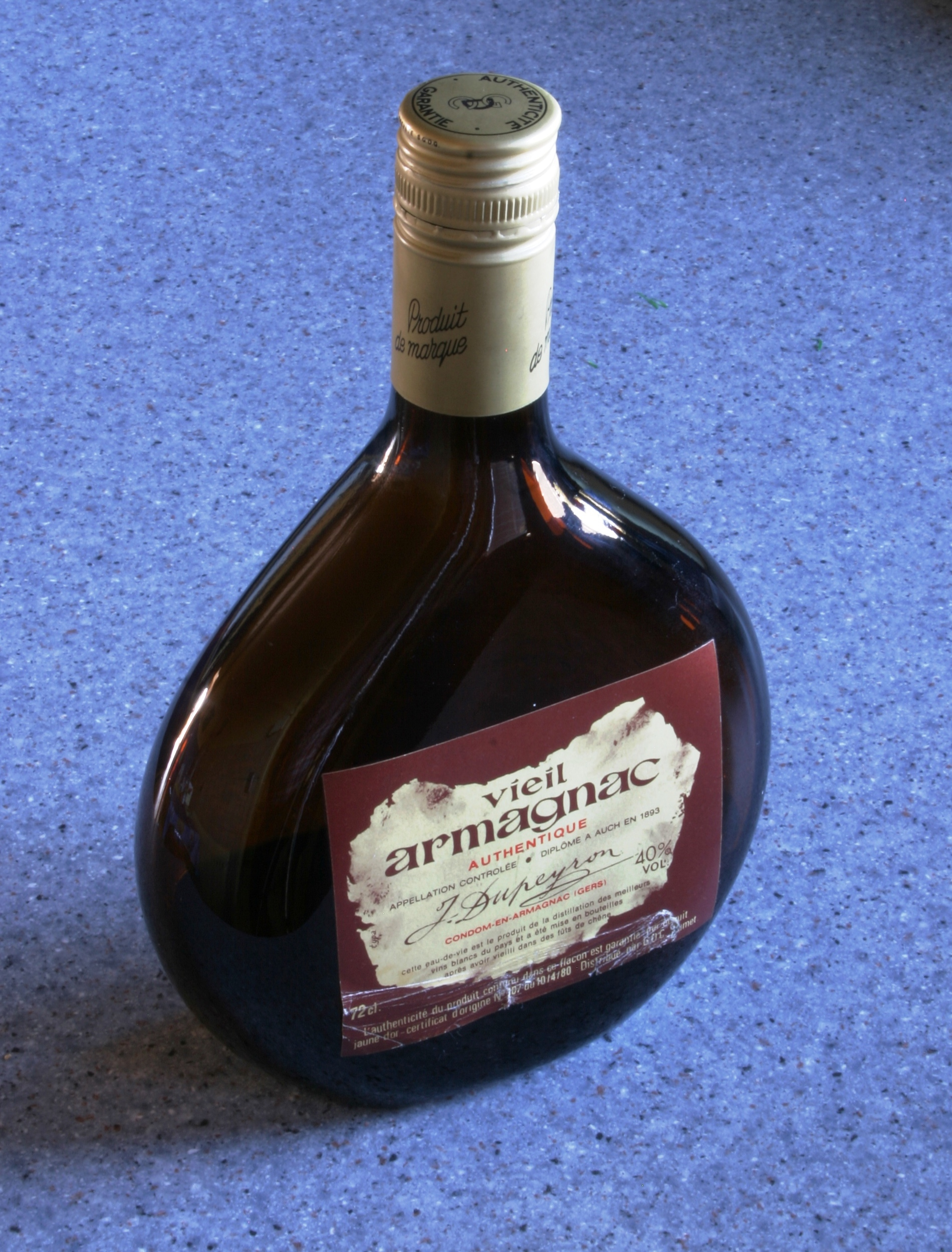
Flasche mit Armagnac

Hontanx liegt in den Zonen AOC des Armagnac (Armagnac-Ténarèze, Bas Armagnac und Haut Armagnac), des Blanche-Armagnacs, und des Floc de Gascogne, eines Likörweins.

### Bildung
Die Gemeinde verfügt über eine öffentliche Vor- und Grundschule mit 49 Schülerinnen und Schülern im Schuljahr 2017/2018.

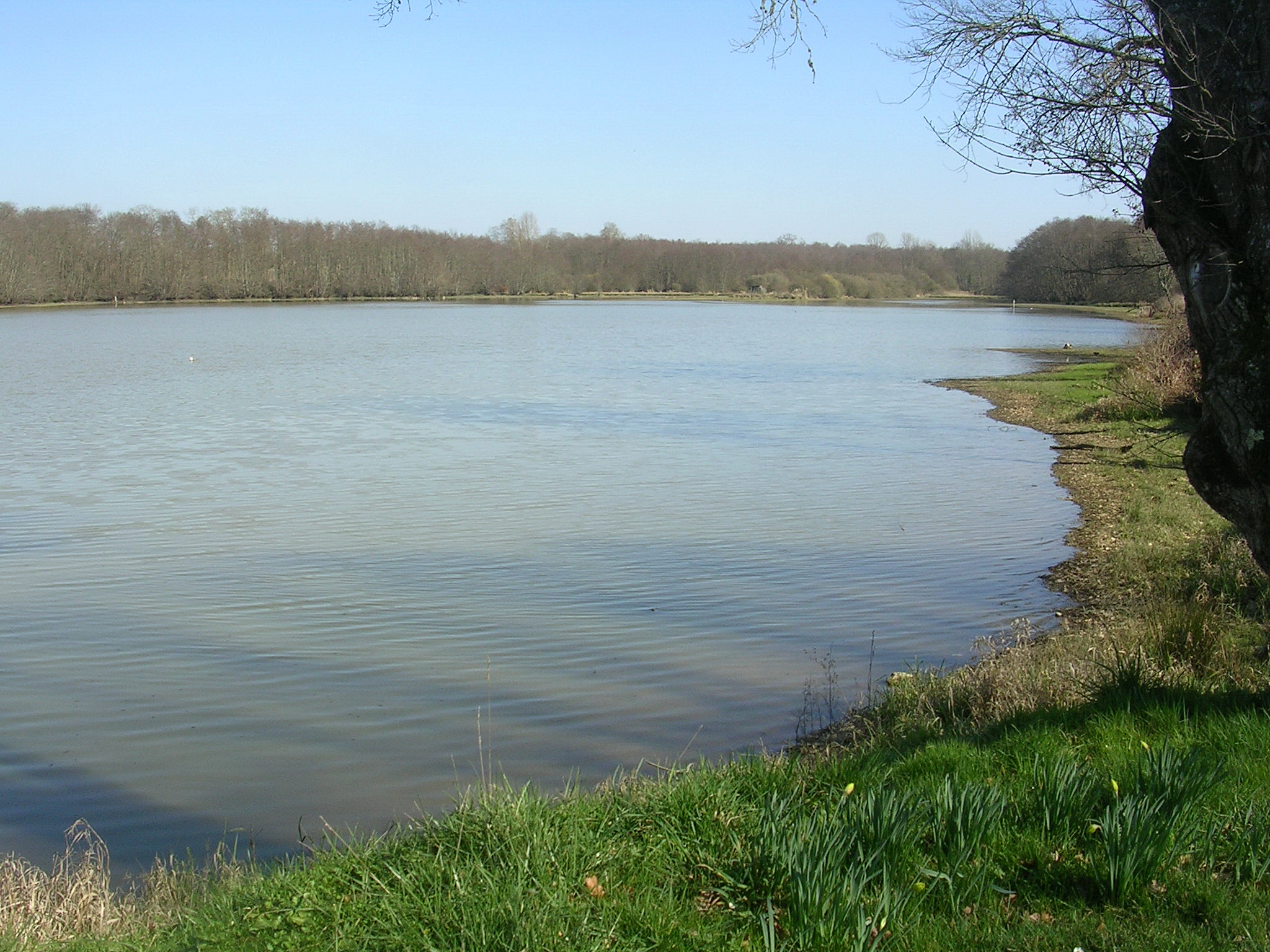
See von Hontanx

### Sport und Freizeit
Ein Rundweg mit einer Länge von 15,9 km führt vom Zentrum von Hontanx zu Fuß oder mit dem Fahrrad durch das Gemeindegebiet über Hügeln und an Seen vorbei. Sehenswürdigkeiten wie das Schloss Aon oder die Kapelle in Loubens liegen auf dem Weg. Der nahe dem Zentrum gelegene See hat nur eine geringe Wassertiefe und verschlammt schnell. Um eine gute Wasserqualität zu gewährleisten, wird er im Jahresrhythmus zeitweise trockengelegt. Eine Wassermühle wurde im Rahmen des Paragium-Vertrags für die Errichtung der Bastide im Jahre 1331 erstmals erwähnt.

### Verkehr
Hontanx wird durchquert von den Routes départementales 30, 55, 164 und 934, der ehemaligen Route nationale 134.
Die Autoroute A65, genannt Autoroute de Gascogne, durchquert das Gemeindegebiet, allerdings ohne direkte Ausfahrt zum Ort. Die nächste Ausfahrt 6, die Aire-sur-l’Adour bedient, ist ca. 15 km vom Zentrum von Hontanx entfernt.

## Persönlichkeiten
- Antoine Dubon, geboren am 11. September 1894 in Hontanx, gestorben am 6. August 1948 in Bretagne-de-Marsan, war Landwirt und Politiker. Am 10. Juli 1940 stimmte er für das Ermächtigungsgesetz, das die Dritte Französische Republik beendete und erlangte deshalb nach dem Zweiten Weltkrieg kein nationales Mandat mehr.

- Pierre Vallaud, geboren am 7. August 1948, ist ein französischer Historiker. Seine Werke befassen sich vor allem mit den Kriegen des 20. Jahrhunderts. Seine Familie lebt in Hontanx.

- Boris Vallaud, geboren am 25. Juli 1975 in Beirut, Sohn von Pierre Vallaud, ist französischer Politiker. Er gehört der Parti socialiste an und gehörte zum Beraterkreis von François Hollande während seiner Präsidentschaft.